# Zeria strepsiceros
Espèce
Synonymes
- Solpuga strepsiceros Kraepelin, 1899
- Solpuga strepsiceros nocturna  Lawrence, 1965

Zeria strepsiceros est une espèce de solifuges de la famille des Solpugidae.

## Distribution
Cette espèce se rencontre en Afrique du Sud, au Zimbabwe et au Mozambique.

## Description
Le mâle holotype mesure 23 mm.
Le mâle décrit par Roewer en 1933 mesure 23 mm et les femelles de 23 à 27 mm.

## Liste des sous-espèces
Selon Solifuges of the World (version 1.0) :
- Zeria strepsiceros nocturna (Lawrence, 1965)
- Zeria strepsiceros strepsiceros (Kraepelin, 1899)

## Publications originales
- Kraepelin, 1899 : Zur Systematik der Solifugen. Mitteilungen aus dem Naturhistorischen Museum in Hamburg, vol. 16, p. 195–259 (texte intégral).
- Lawrence, 1965 : Some new or little known Solifugae from Southern Africa. Proceedings of the Zoological Society of London, vol. 144, p. 47-59.